# Misionáři Nejsvětějšího Srdce Ježíšova
Misionáři Nejsvětějšího Srdce Ježíšova (Congregatio missionariorum SS. Cordis Jesu nebo Congregatio Sacerdotum a Sacro Corde Iesu; zkratka SCJ nebo S.C.I., známí též jako dehoniáni) je katolická řeholní kongregace byla založena roku 1878 dr. Leonem Dehonem (1843–1925) v Saint-Quentin ve Francii k uctívání Nejsvětějšího Srdce Ježíšova „z lásky a dostiučinění“.

## Historie

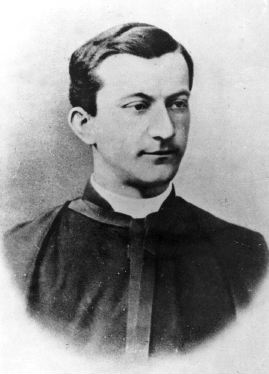
Léon Gustave Dehon (1843–1925),
zakladatel kongregace
Misionářů Nejsvětějšího Srdce Ježíšova
(fotografie z roku 1908)

Kongregace byla povolena roku 1888 a schválena roku 1906. Účelem kongregace je vedle zvláštního vzývání Božského Srdce Ježíšova vyučování, duchovní správa, misie a exercicie. Konstituci má kongregace z roku 1923.
V čele kongregace stojí generální superior se sídlem v Římě. Dělí se na provincialáty v čele s provinciálem a dále na jednotlivé domy, jimž stojí v čele superior a rektor domu. Dělí se na kněze, studující bratry (fratres scholastici) a bratry laiky. Roku 1931 existovalo pět provincií s 1 312 členy. Roku 1971 měli celkem 3 046 členů.

## Působení v Čechách
Do Čech přišli členové této kongregace roku 1907 a patřili k provincialátu v Düsseldorfu. V Litoměřické diecézi působili v Dubí u Teplic (1907–1950) a v Teplicích (1909–1945).